# اسوتلانا فئوفانوا
اسوتلانا یِوگِنیِونا فئوفانُوا (به روسی: Светлана Евгеньевна Феофанова) (زاده: ۱۶ ژوئیه ۱۹۸۰ در مسکو) قهرمان پرش با نیزه اهل روسیه است.
فئوفانووا در مسابقات دو و میدانی قهرمانی جهان تا به حال ۱ مدال طلا و ۲ مدال نقره به دست آورد، و در رقابتهای دو و میدانی داخل سالن قهرمانی جهان به ۱ طلا و ۲ برنز و ۱ نقره دست یافته است و تاکنون ۸ بار رکورد دنیا را بهبود بخشیده است.
او همچنین مدال نقره ۲۰۰۴ آتن و مدال برنز المپیک پکن را به دست آورده است. فئوفانووا در هر دو المپیک از رقیب هموطنش یلنا ایسینبایوا شکست خورد.
فئوفانووا ورزش را با ژیمناستیک آغاز کرده و در المپیک ۱۹۹۶ آتلانتا عضو تیم ملی ژیمناستیک روسیه بود، اما پس از آن و با ورود به ورزش پرش با نیزه ژیمناستیک را رها کرد.

## مشخصات جسمی
- قد: ۱۶۳ سانتیمتر
- وزن: ۵۲ کیلوگرم